# 4. březen
4. březen je 63. den roku podle gregoriánského kalendáře (64. v přestupném roce). Do konce roku zbývá 302 dní. Svátek má Stela.

## Události

### Česko
- 932 nebo 938 přenesení ostatků sv. Václava ze staroboleslavského kostela do rotundy sv. Víta na Pražském hradě.
- 1914 – Švihova aféra: Národní listy zveřejnily informaci, že Karel Šviha, byl tajným informátorem rakouské vlády.
- 1919 – Německé nacionalistické demonstrace v četných městech ČSR (Teplice, Kadaň, Nový Jičín aj.). Při střetech s četnictvem a vojskem bylo zabito celkem 53 osob.
- 1938 – Premiér Milan Hodža varoval Německo, že Československo bude bojovat a bránit se v případě napadení. Hitlerův projev z 20. února označil jako vměšování do vnitřních záležitostí ČSR.
- 1940 – Lanovka na Pustevny zahájila svůj pravidelný provoz. Jednolanová dráha oběžného systému s pevným uchycením 88 jednomístných sedaček měla kapacitu 216 osob za hodinu.
- 1968 – Generál Jan Šejna, poslanec Národního shromáždění a předseda ZO KSČ na ministerstvu národní obrany, emigroval do Itálie.

### Svět
- 1152 – Fridrich I. Barbarossa byl zvolen německým králem.
- 1386 – Vladislav II. Jagello se stal polským králem.
- 1461 – Válka růží: lancasterský král Jindřich VI. Anglický je sesazen svým yorským synovcem, který se stal králem Eduardem IV.
- 1493 – Kryštof Kolumbus po své první výpravě do Ameriky přistál v Lisabonu.
- 1519 – Hernán Cortés připlul do Mexika hledat aztéckou civilizaci a její poklady.
- 1665 – Anglický král Karel II. Stuart vyhlásil válku Nizozemsku.
- 1789 – V New Yorku se Kongres Spojených států amerických rozdělil na dvě komory a byla mu přednesena Listina práv.
- 1791 – Vermont se stal 14. státem USA.
- 1836 – Císařský majestát vydal v Rakousku-Uhersku privilegium pro stavbu první dráhy v Rakousku a Českých zemích Severní dráhu Ferdinandovu.
- 1877
  - Emile Berliner vynalezl mikrofon.
  - V moskevském Velkém divadle měl premiéru Čajkovského balet Labutí jezero.
- 1882 – První elektrické tramvaje začaly jezdit v Londýně.
- 1890 – Budoucí anglický král Eduard VII. slavnostně uvedl do provozu železniční most Forth Rail Bridge ve Skotsku.
- 1936 – První vzlet vzducholodi LZ 129 Hindenburg (zničena bude při požáru 6. května 1937).
- 1944 – Byla zahájena bitva u Kamence Podolského.
- 1966 – Při nehodě letadla Douglas DC-8 zahynulo na tokijském letišti Haneda 64 lidí.
- 1970 – Při explozi francouzské ponorky Eurydice zahynulo 57 členů posádky.
- 1974 – Harold Wilson se stal podruhé britským premiérem.
- 1977 – Zemětřesení o síle 7,2 stupňů Richterovy stupnice s epicentrem ve východním Rumunsku. V Bukurešti zahynulo asi 1 578 lidí a přes 30 000 budov bylo zničeno. V Bulharsku zahynulo přes 100 lidí.
- 1980 – Robert Mugabe zvítězil ve volbách a stal se prvním premiérem nezávislého Zimbabwe.
- 2015 – Na východní Ukrajině v dole Alexandra Zasjaďka zahynulo při výbuchu plynu 34 horníků.
- 2022
  - V Péšávaru v Pákistánu provedl sebevražedný atentátník Islámského státu bombový teroristický útok na šíitskou mešitu během pátečních modliteb. Bylo zabito nejméně 63 lidí, 196 bylo zraněno.
  - V Číně začaly 13. paralympijské zimní hry bez účasti Ruska a Běloruska.

## Narození
Automatický abecedně řazený seznam existujících biografií viz Kategorie:Narození 4. března

### Česko

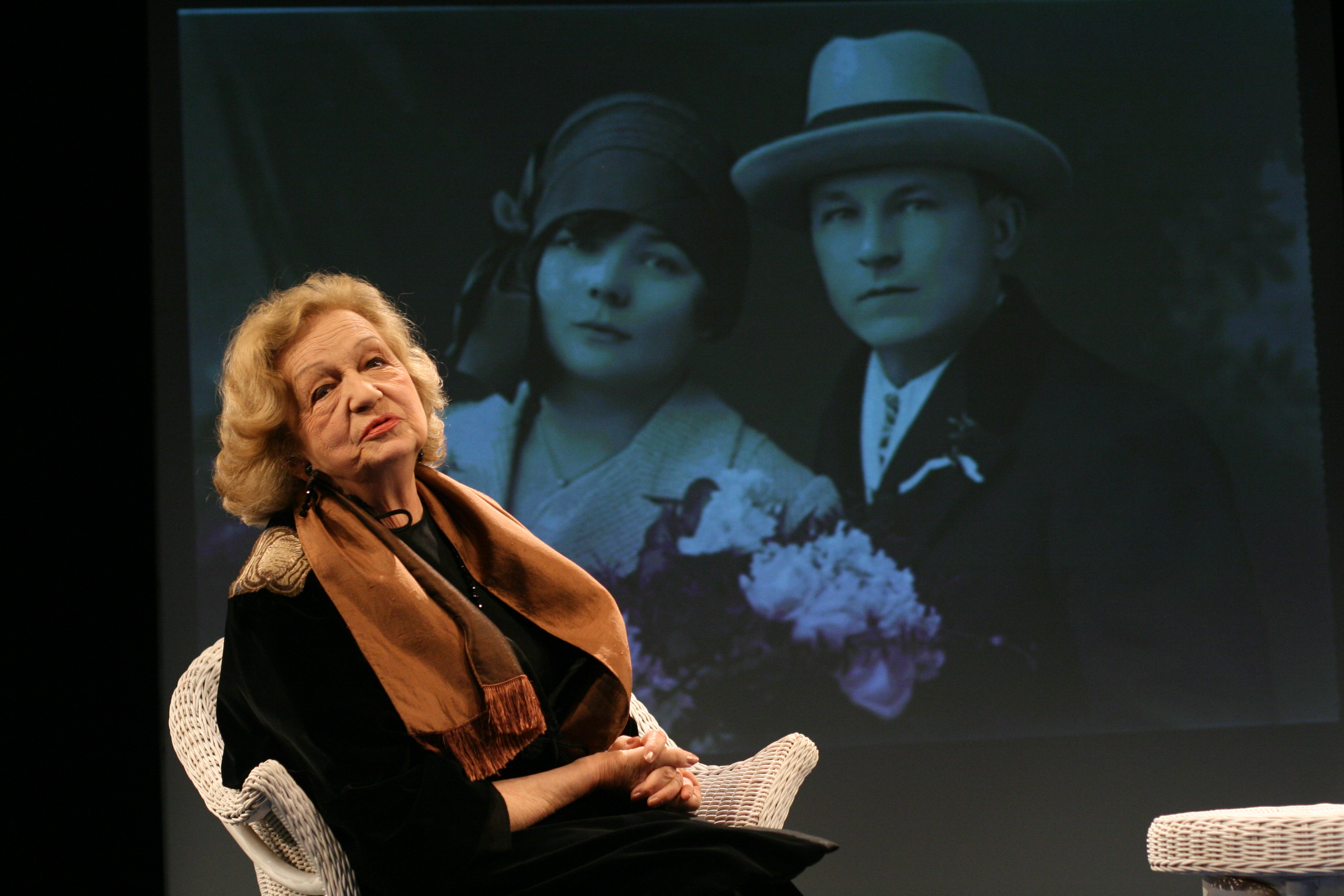
Blanka Bohdanová (* 1930)

- 1676 – Václav z Morzinu, milovník a znalec umění, mecenáš († 5. září 1737)
- 1826 – Adolf Seifert, lékař, regionální historik a chmelař († 11. června 1910)
- 1827 – Eduard Grégr, přírodovědec, antropolog, novinář a politik († 5. května 1907)
- 1837 – Jindřich Václav Čapek, sochař († 19. října 1895)
- 1839 – Josef Fanderlík, politik († 8. května 1895)
- 1841 – Josef Šolín, matematik a fyzik († 19. září 1912)
- 1844 – Vratislav Kazimír Šembera, básník a novinář († 4. prosince 1891)
- 1861 – František Ondrúšek, malíř († 3. dubna 1932)
- 1874
  - Jan Černý, premiér Československa († 10. dubna 1959)
  - Josef Šáda, politik († 24. června 1936)
- 1889 – Anna Kantová, pedagožka († 23. října 1965)
- 1894
  - Josef Aul, cestovatel a lékař († 15. července 1956)
  - František Kubka, novinář, prozaik, básník, germanista a překladatel († 7. ledna 1969)
- 1895 – Bohumil Rameš, cyklista († 26. listopadu 1981)
- 1915 – Jan Hrubý, příslušník výsadku Bioscop († 18. června 1942)
- 1917
  - Arnošt Kavka, swingový zpěvák a skladatel († 2. května 1994)
  - Josef Balejka, válečný pilot († 7. července 2004)
- 1920 – Eva Gerová, herečka a zpěvačka († 5. června 2013)
- 1923 – John Marmaduke Oskar Parish von Senftenberg, člen rodu Parishů
- 1930 – Blanka Bohdanová, herečka a malířka († 3. října 2021)
- 1932 – Zdeněk Kvíz, astronom a fyzik († 21. srpna 1993)
- 1935 – Jiří Fiedler, historik, redaktor, překladatel a muzejník († 31. ledna 2014)
- 1937 – Roman Cílek, spisovatel literatury faktu a kriminálních příběhů
- 1938 – Vladimír Nadrchal, hokejový brankář
- 1940 – Milan Hauner, historik, politolog a publicista († 26. září 2022)
- 1942 – Miloslav Kučera, divadelní režisér a politik
- 1943 – Václav Týfa, trumpetista († 5. června 2022)
- 1946 – Petr Vronský, houslista, dirigent a hudební pedagog
- 1948 – Ivana Valešová, herečka
- 1949 – Karel Loprais, automobilový závodník, několikanásobný vítěz Rallye Dakar († 30. prosince 2021)
- 1952 – Stanislav Kubeš, rockový kytarista
- 1954 – Steve Lichtag, režisér, cestovatel a spisovatel
- 1955
  - František Brožík, politik, místopředseda Poslanecké sněmovny PČR
  - Jiřina Korčáková, herečka
- 1959 – Dan Ťok, ministr dopravy ČR
- 1969 – Eva Vejmělková, herečka
- 1984 – Ondřej Pivec, jazzový hudebník
- 1997 – Protiva (rapper), český rapper

### Svět

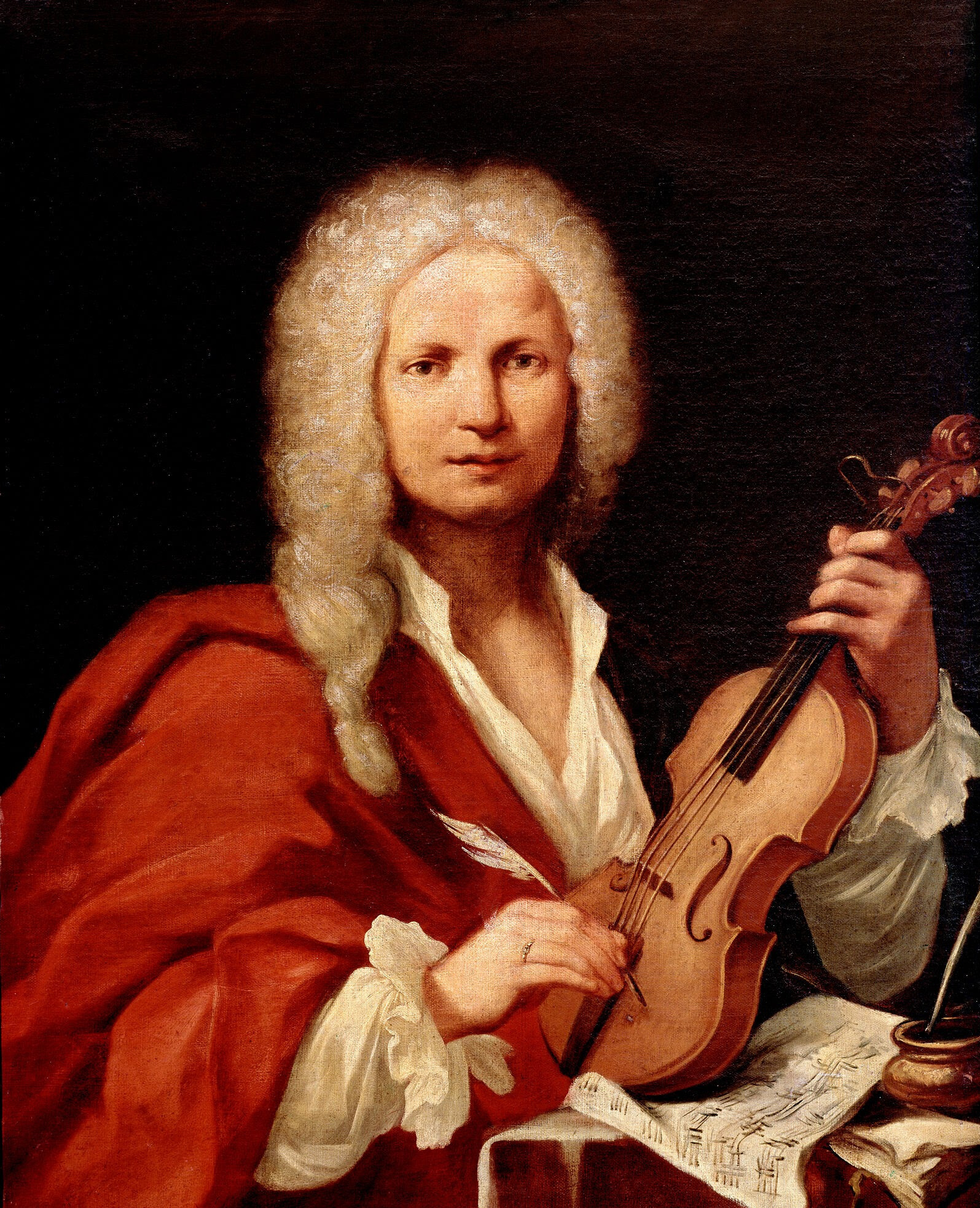
Antonio Vivaldi (* 1678)

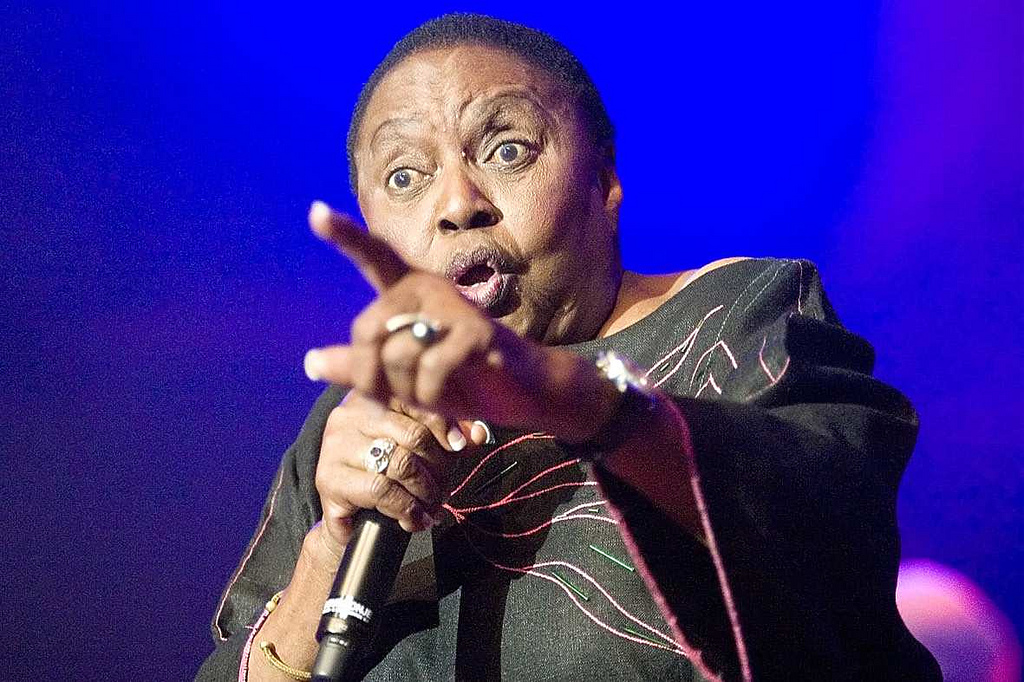
Miriam Makeba (* 1932)

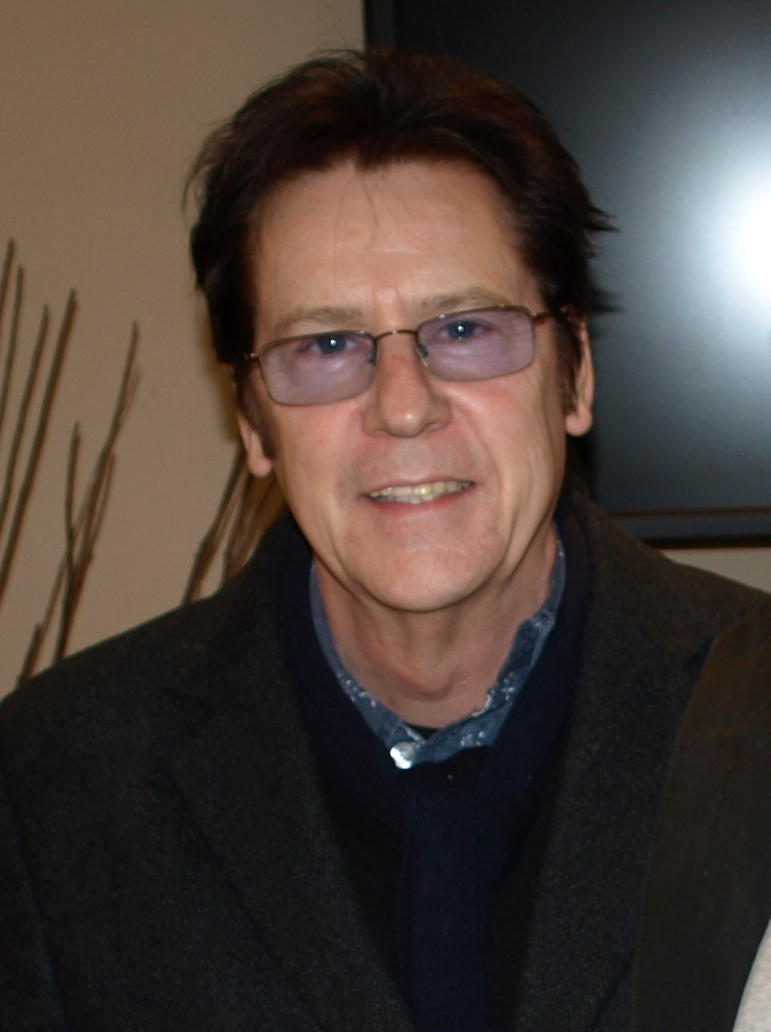
Shakin' Stevens (* 1948)

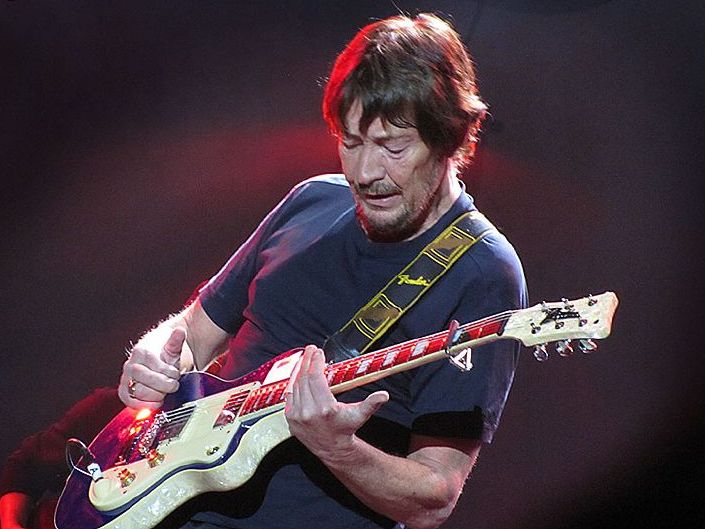
Chris Rea (* 1951)

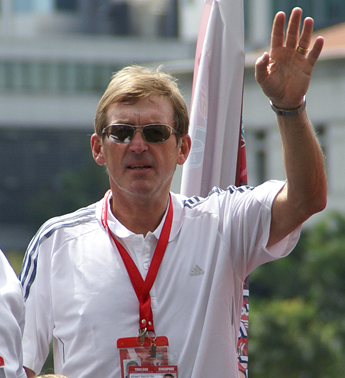
Kenny Dalglish (* 1951)

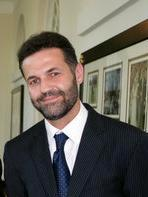
Khaled Hosseini (* 1965)

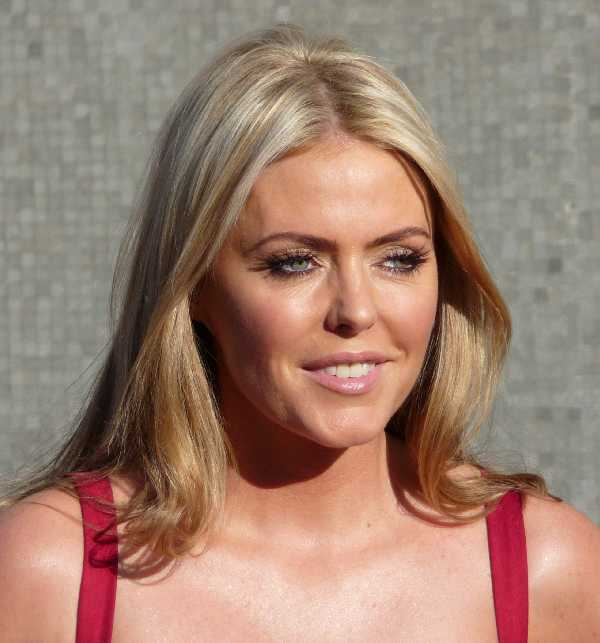
Patsy Kensit (* 1968)

- 1188 – Blanka Kastilská, francouzská královna († 26. listopadu 1252)
- 1537 – Lung-čching, čínský císař z dynastie Ming († 5. července 1572)
- 1678 – Antonio Vivaldi, italský barokní hudební skladatel († 28. července 1741)
- 1700 – Salomon Kleiner, německý kreslíř a rytec († 25. března 1761)
- 1768 – Johann Friedrich Kind, německý spisovatel († 24. června 1843)
- 1773 – José Rondeau, argentinský uruguayský politik a voják († 18. listopadu 1844)
- 1793 – Karl Lachmann, německý filolog († 13. března 1851)
- 1822 – Jules Antoine Lissajous, francouzský matematik († 24. června 1880)
- 1824 – Gustáv Kazimír Zechenter-Laskomerský, slovenský spisovatel († 20. srpna 1908)
- 1844 – Josip Jurčič, slovinský spisovatel († 3. května 1881)
- 1861 – Curt von Bardeleben, německý šachový mistr († 31. ledna 1924)
- 1863 – Ellen Gulbransonová, švédská sopranistka († 2. ledna 1947)
- 1869 – Eugénio de Castro, portugalský spisovatel a dramatik († 17. srpna 1944)
- 1875 – Mihály Károlyi, maďarský prezident († 19. března 1955)
- 1877 – Pavel Bermondt-Avalov, bělogvardějský generál († 27. prosince 1974)
- 1880 – Lluís Janer Riba, španělský kněz, mučedník, blahoslavený († 23. července 1936)
- 1886 – Margrethe Mather, americká fotografka († 25. prosince 1952)
- 1892 – Jurij Wjela, lužickosrbský učitel a spisovatel († 6. dubna 1969)
- 1898 – Georges Dumézil, francouzský religionista († 11. října 1986)
- 1901 – Janez Janžekovič, slovinský kněz, teolog a filosof († 9. března 1988)
- 1903 – Luis Carrero Blanco, španělský admirál a politik († 20. prosince 1973)
- 1904 – George Gamow, americký fyzik, původem z Ukrajiny († 20. srpna 1968)
- 1913 – John Garfield, americký herec († 21. května 1952)
- 1914
  - Gino Colaussi, italský fotbalista († 27. července 1991)
  - Jozef Vrablec, slovenský teolog († 20. března 2003)
- 1915
  - Pavel Bunčák, slovenský básník a literární vědec († 5. ledna 2000)
  - László Csatáry, nacistický zločinec maďarského původu († 10. srpna 2013)
- 1916
  - Hans Eysenck, německo-britský psycholog († 4. září 1997)
  - Giorgio Bassani, italský romanopisec, básník a esejista († 13. dubna 2000)
- 1918
  - Ondrej Richard Halaga, slovenský historik († 13. února 2011)
  - Margaret Osborneová duPontová, americká tenistka († 24. října 2012)
- 1923 – Patrick Moore, britský astronóm a rozhlasový redaktor († 9. prosince 2012)
- 1924 – Cal Lampley, americký hudební producent († 6. července 2006)
- 1925 – Josef Tekoa, izraelský diplomat († 14. dubna 1991)
- 1926 – Don Rendell, britský saxofonista († 20. října 2015)
- 1928 – Alan Sillitoe, britský prozaik († 25. dubna 2010)
- 1929 – Bernard Haitink, nizozemský dirigent
- 1931
  - William Henry Keeler, americký kardinál († 23. března 2017)
  - Gwilym Prichard, velšský malíř († 7. června 2015)
- 1932
  - Ryszard Kapuściński, polský reportér, novinář a publicista († 23. ledna 2007)
  - Miriam Makeba, jihoafrická zpěvačka († 10. listopadu 2008)
- 1935 – Kazimierz Paździor, polský boxer, olympijský vítěz († 24. června 2010)
- 1936
  - Jim Clark, skotský pilot Formule 1, dvojnásobný mistr světa († 7. dubna 1968)
  - Aribert Reimann, německý hudební skladatel, pedagog a klavírista
- 1937 – Barney Wilen, francouzský saxofonista († 25. května 1996)
- 1938 – Angus MacLise, americký hudebník a básník († 21. června 1979)
- 1943 – Malcolm Barber, britský historik
- 1944 – Bobby Womack, americký zpěvák († 27. června 2014)
- 1946 – Jean-Claude Schmitt, francouzský medievalista
- 1947 – Jan Garbarek, norský saxofonista
- 1948
  - Mike Moran, britský hudebník a skladatel
  - Chris Squire, anglický hudebník a baskytarista († 28. června 2015)
  - Shakin' Stevens, velšský zpěvák
- 1949 – Sergej Bagapš, prezident separatistické Republiky Abcházie († 29. května 2011)
- 1950 – Ken Robinson, britský spisovatel, pedagog († 21. srpna 2020)
- 1951
  - Chris Rea, britský kytarista a zpěvák
  - Kenny Dalglish, skotský fotbalista a trenér
  - Pete Haycock, britský kytarista a zpěvák († 30. října 2013)
- 1952 – Terje Andersen, bývalý norský rychlobruslař
- 1953 – Dušan Jarjabek, slovenský hudební pedagog, operní pěvec (baryton) a politik
- 1954 – François Fillon, předseda francouzské vlády
- 1955 – Dominique Pinon, francouzský herec
- 1958 – Patricia Heaton, americká herečka
- 1963 – Jason Newsted, americký hudebník (Metallica)
- 1965 – Khaled Hosseini, americký spisovatel
- 1968 – Patsy Kensit, anglická herečka a zpěvačka
- 1972 – Jos Verstappen, nizozemský jezdec F1
- 1974 – Karol Kučera, slovenský tenista
- 1977 – Jason Marsalis, americký jazzový bubeník
- 1983 – Cate Le Bon, velšská zpěvačka
- 1986 – Alexis Bœuf, francouzský biatlonista

## Úmrtí
Automatický abecedně řazený seznam existujících biografií viz Kategorie:Úmrtí 4. března

### Česko
- 1788 – Marie Kristina z Ditrichštejna, šlechtična (* 28. dubna 1738)
- 1831 – Josefa Pedálová, řeholnice a spisovatelka (* 18. února 1780)
- 1879 – František Havelec, poslanec Českého zemského sněmu a Říšské rady (* 8. října 1837)
- 1880 – Karel Sladkovský, novinář a politik (* 22. června 1823)
- 1890 – Bohumil Podhrázský, malíř (* 26. června 1868)
- 1920 – Václav Koranda, kněz, básník a publicista (* 24. září 1871)
- 1942 – František Binder, československý voják, příslušník Stráže obrany státu (* 22. října 1914)
- 1944 – Gilbert Helmer, opat kláštera v Teplé (* 2. ledna 1864)
- 1949 – Ferdinand Hrdý, katolický hodnostář (* 22. ledna 1872)
- 1962 – Zdeněk Chalabala, dirigent (* 18. dubna 1899)
- 1967 – Otto Muneles, filolog, judaista a znalec židovské mystiky (* 8. ledna 1894)
- 1981 – František Červinka, historik a publicista (* 14. ledna 1923)
- 1985 – Taťjana Hašková, překladatelka (* 19. ledna 1922)
- 1986
  - Josef Strnadel, spisovatel a literární teoretik (* 23. února 1912)
  - František Hochmann, fotbalista (* 2. dubna 1904)
- 1988 – Mikuláš Ferjenčík, politik, ministr, exulant (* 6. prosince 1904)
- 1998 – Oldřich Kapler, přírodovědec (* 29. prosince 1915)
- 2011 – Milan Růžička, televizní a filmový režisér a scenárista (* 25. května 1937)
- 2020 – Mirek Kovářík, divadelník, kulturní publicista, redaktor, herec, moderátor a vysokoškolský pedagog (* 15. srpna 1934)

### Svět

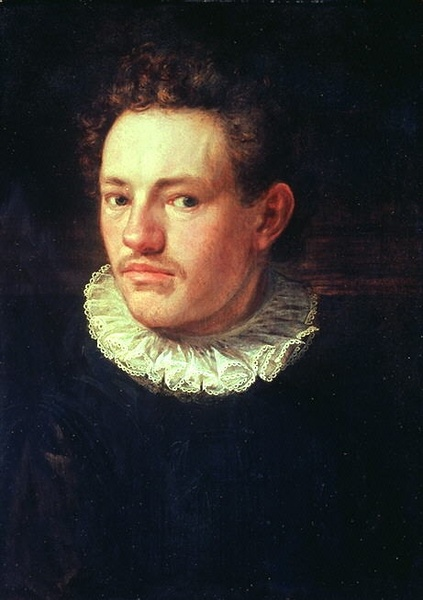
Hans von Aachen († 1615)

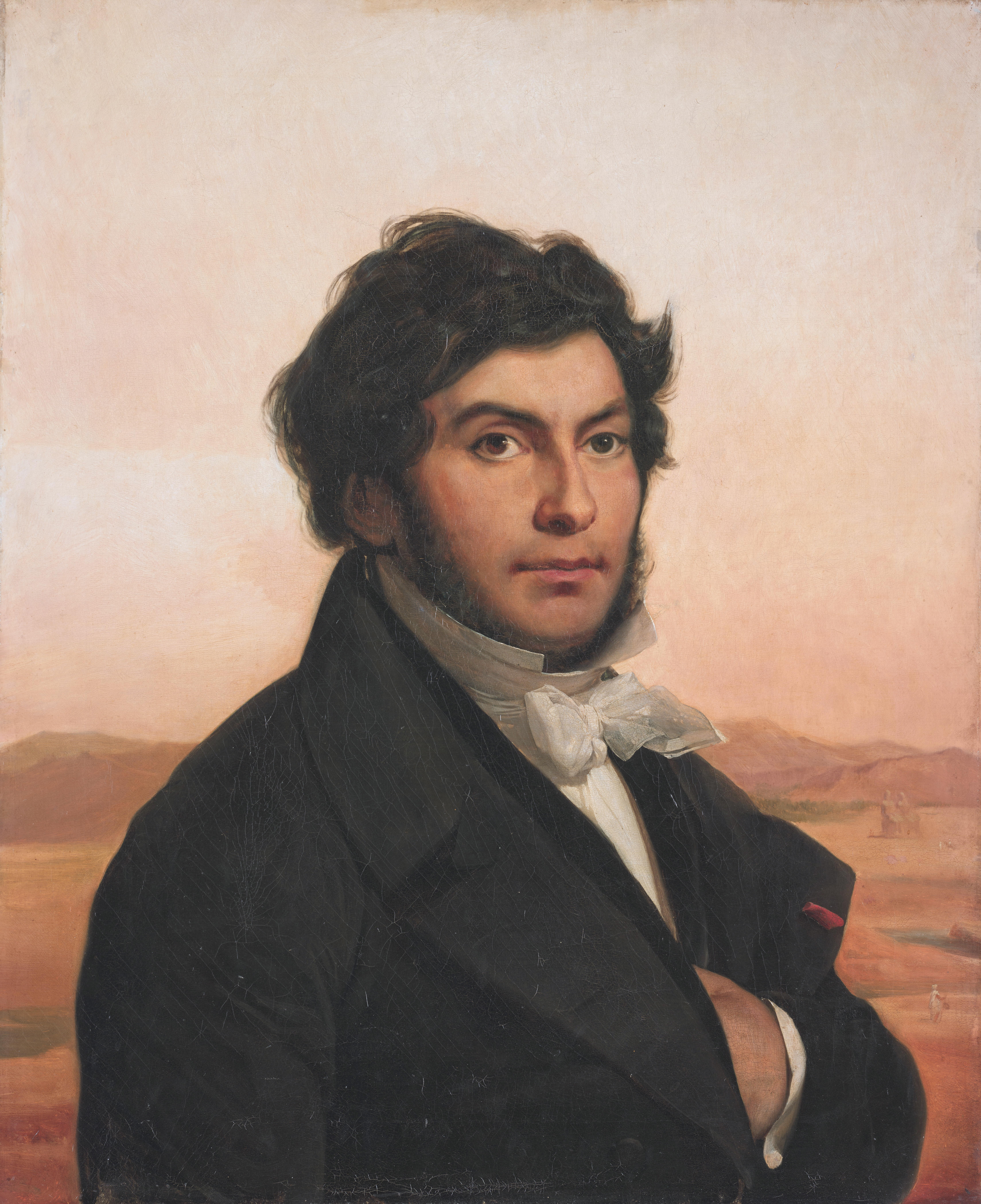
Jean-François Champollion († 1832)

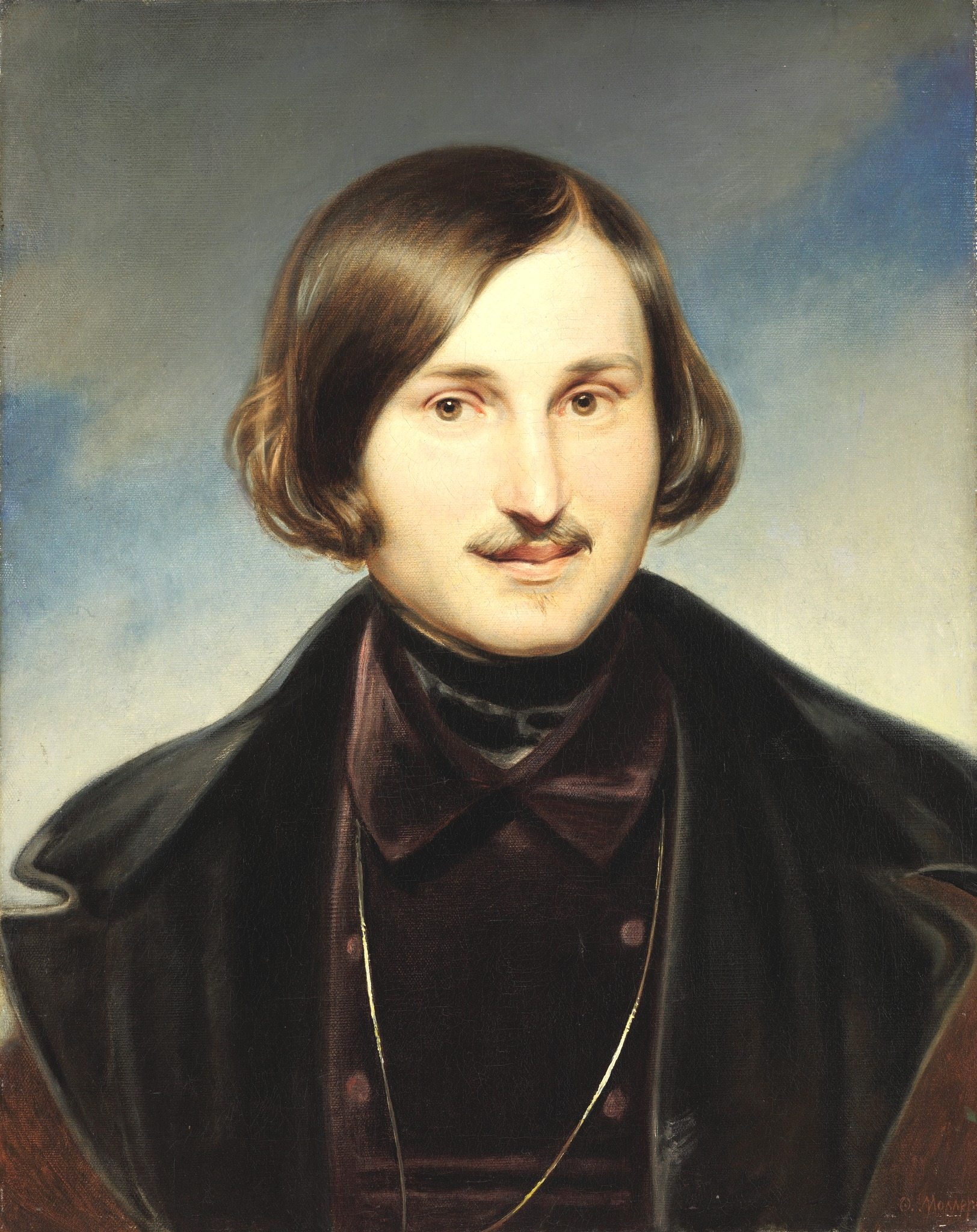
Nikolaj Vasiljevič Gogol († 1852)

- 0254 – svatý Lucius, 22. papež katolické církve
- 0306 – sv. Hadrián, katolický světec a mučedník (* 278)
- 0561 – Pelagius I., papež katolické církve
- 1172 – Štěpán III. Uherský, uherský král (* 1147)
- 1193 – Saladin, zakladatel dynastie Ajjúbovců, která vládla v Egyptě a Sýrii (* 1138)
- 1238 – Johana Anglická, skotská královna z dynastie Plantagenetů (* 22. července 1210)
- 1371 – Jana z Évreux, francouzská a navarrská královna (* 1310)
- 1484 – svatý Kazimír, polský katolický duchovní a kardinál (* 3. října 1458)
- 1496 – Zikmund Habsburský, tyrolský vévoda (* 26. října 1427)
- 1534 – Antonio Allegri da Correggio, italský renesanční malíř (* srpen 1489)
- 1561 – Naomasa Ii, japonský daimjó († 24. března 1602)
- 1615 – Hans von Aachen, německý malíř období manýrismu (* 1552)
- 1619 – Anna Dánská, dánská princezna, anglická a skotská královna (* 14. prosince 1574)
- 1717 – François de Callières, francouzský diplomat a spisovatel (* 14. května 1645)
- 1724 – Eleonora Juliana Braniborsko-Ansbašská, württembersko-winnentalská vévodkyně (* 23. října 1663)
- 1754 – Leopold Philipp vévoda z Arembergu, rakouský generál (* 14. října 1690)
- 1799 – Josef Liesganig, rakouský kněz, astronom a kartograf (* 13. února 1719)
- 1832 – Jean-François Champollion, francouzský archeolog a egyptolog (* 12. prosince 1790)
- 1852 – Nikolaj Vasiljevič Gogol, ruský spisovatel (* 1. dubna 1809)
- 1853 – Leopold von Buch, německý geolog a paleontolog (* 26. dubna 1774)
- 1882 – Louis Alphons Poitevin, francouzský fotograf a vynálezce (* 30. srpna 1819)
- 1888 – Giovanni Antonio Farina, katolický duchovní, biskup, blahoslavený (* 11. ledna 1803)
- 1910 – Knut Ångström, švédský fyzik (* 12. ledna 1857)
- 1913 – Casimir Arvet-Touvet, francouzský botanik (* 4. března 1841)
- 1914 – Georg von Kopp, německý kardinál a vratislavský arcibiskup (* 25. července 1837)
- 1916 – Franz Marc, německý malíř (* 8. února 1880)
- 1917 – Michail von Kotten, ruský policejní administrátor (* 1870)
- 1930 – Josef Samsour, kněz, profesor církevních dějin (* 7. srpna 1870)
- 1939 – Rudolf Samojlovič, sovětský polární badatel, geograf a geolog (* 13. září 1881)
- 1940 – Karl Muck, německý dirigent (* 22. října 1859)
- 1942 – Mieczysław Bohatkiewicz, polský římskokatolický duchovní, oběť nacistického pronásledování církve (* 1. ledna 1904)
- 1948 – Antonin Artaud, francouzský básník a divadelník (* 4. září 1896)
- 1949 – George Larner, britský olympijský vítěz v chůzi (* 7. března 1875)
- 1951
  - Nil Chasevyč, ukrajinský malíř (* 13. listopadu 1905)
  - bl. Zoltán Lajos Meszlényi, maďarský biskup a mučedník (* 2. ledna 1892)
- 1952 – Charles Scott Sherrington, britský fyziolog (* 27. listopadu 1857)
- 1957 – Alžběta Marie Bavorská, princezna bavorská z rodu Wittelsbachů (* 8. ledna 1874)
- 1959 – Maxey Long, americký sprinter, olympijský vítěz (* 16. října 1878)
- 1963
  - William Carlos Williams, americký básník (* 17. září 1883)
  - Édouard Belin, švýcarský fotograf a vynálezce (* 5. března 1876)
- 1967 – Vladan Desnica, srbský a chorvatský spisovatel (* 17. září 1905)
- 1976 – Walter Schottky, německý fyzik (* 23. července 1886)
- 1977
  - Anatol E. Baconsky, rumunský spisovatel (* 16. června 1925)
  - Bjambyn Rinčen, mongolský spisovatel (* 25. prosince 1905)
- 1979 – Mike Patto, anglický hudebník (* 22. září 1942)
- 1980 – Vachtang Ananjan, arménský spisovatel (* 26. července 1905)
- 1983 – Manfred Schönfelder, člen Waffen-SS (* 18. března 1912)
- 1986
  - Ljudmila Ruděnková, mistryně světa v šachu (* 27. července 1904)
  - Richard Manuel, kanadský hudebník, člen skupiny The Band (* 3. dubna 1943)
- 1994 – John Candy, kanadský filmový herec (* 31. října 1950)
- 1997 – Robert Henry Dicke, americký fyzik (* 9. května 1916)
- 2003 – Džaba Joseliani, gruzínský politik, zločinec a spisovatel (* 10. června 1926)
- 2004 – Stephen Sprouse, americký módní návrhář (* 12. září 1953)
- 2007 – Soňa Čechová, slovenská překladatelka a novinářka (* 9. září 1930)
- 2008
  - Gary Gygax, americký tvůrce a designér herních systémů (* 27. července 1938)
  - Leonard Rosenman, americký hudební skladatel (* 7. září 1924)
  - Erwin Ballabio, švýcarský fotbalový brankář (* 20. října 1918)
- 2010
  - Vladislav Ardzinba, prezident Abchazské republiky (* 14. května 1945)
  - Raimund Abraham, rakousko-americký architekt a profesor architektury (* 23. července 1933)
- 2011
  - Simon van der Meer, nizozemský fyzik, nositel Nobelovy ceny 1984 (* 24. listopadu 1925)
  - Michail Petrovič Simonov, ruský letecký konstruktér (* 19. října 1929)
- 2012 – Šmu'el Tankus, izraelský admirál, velitel Izraelského vojenského námořnictva (* 14. listopadu 1914)
- 2014 – Wu Tchien-ming, čínský filmový režisér (* 19. října 1939)
- 2015 – Dušan Bilandžić, chorvatský právník, politik a historik (* 20. května 1924)
- 2018 – Davide Astori, italský fotbalista (* 7. ledna 1987)
- 2019
  - Keith Flint, britský zpěvák a tanečník, vokalista skupiny The Prodigy * 17. září 1969)
  - Luke Perry, americký herec († 11. října 1966)
  - Jean Starobinski, švýcarský literární teoretik (* 17. listopadu 1920)
- 2020 – Javier Pérez de Cuéllar, peruánský politik, spisovatel a generální tajemník OSN (* 19. ledna 1920)
- 2024 – Kees Rijvers, nizozemský fotbalista a trenér (* 27. května 1926)

## Svátky

### Česko
- Stela, Estela
- Gerazim
- Jadrana, Jadranka

### Svět
- Maďarsko – Kázmér
- Norsko – Ada a Adrian
- Polsko – Arkadiusz, Eugeniusz, Kazimierz
- Slovensko – Kazimír
- Švédsko – Adrian
- Světový den modliteb žen
- Maroko – Státní svátek
- Bulharsko – Státní svátek
- Purim (židovský svátek)
- USA – Národní den gramatiky
- Thajsko – Magka Puja
- USA – Den ústavy

### Liturgický kalendář
- Sv. Kazimír

## Pranostiky

### Česko
- Na Kazimíra pohoda – na kobzole úroda.

| 4. březen v pražském KlementinuÚdaje jsou platné k 8. 7. 2025. | 4. březen v pražském KlementinuÚdaje jsou platné k 8. 7. 2025. | 4. březen v pražském KlementinuÚdaje jsou platné k 8. 7. 2025. |
| minimum                                                        | denní průměr                                                   | maximum                                                        |
| -------------------------------------------------------------- | -------------------------------------------------------------- | -------------------------------------------------------------- |
| −15,4 °C (1785)                                                | 2,6 °C (od 1961)                                               | 20,5 °C (1998)                                                 |